# Aeroflot-Flug 330
Der Aeroflot-Flug 330 (Flugnummer: SU330) war ein regionaler Linienflug der Aeroflot von Nurata nach Samarqand mit einer Zwischenlandung am Sowchos Kommunism in der Usbekischen Sozialistischen Sowjetrepublik. Am 14. Januar 1966 wurde dieser Flug mit einer Antonow An-2 durchgeführt, die auf dem Flug mit einem Berg kollidierte. Bei dem Unfall kamen alle 11 Personen an Bord ums Leben.

## Maschine
Bei der betroffenen Maschine handelte es sich um eine Antonow An-2 aus sowjetischer Produktion, die zum Zeitpunkt des Unfalls knapp sechseinhalb Jahre alt war. Die Maschine trug die Werksnummer 112247305 und die Modellseriennummer 122-05. Das Roll-Out erfolgte am 21. Juli 1959. Im selben Jahr war die Maschine an die usbekische Abteilung der Aeroflot übergeben worden und erhielt bei dieser das Luftfahrzeugkennzeichen СССР-02185. Das einmotorige Mehrzweckflugzeug mit STOL-Eigenschaften war mit einem Neunzylinder-Sternmotor des Typs Schwezow ASch-62IR ausgerüstet. Bis zum Zeitpunkt des Unfalls hatte die Antonow 6885 Betriebsstunden absolviert.

## Passagiere und Besatzung
Den Flugabschnitt vom Sowchos Kommunism nach Samarqand hatten neun Passagiere angetreten. Es befand sich eine zweiköpfige Besatzung an Bord der Maschine, bestehend aus einem Flugkapitän und einem Ersten Offizier.

## Wetter
Zum Unfallzeitpunkt herrschte in dem Unfallgebiet eine Kaltfront mit starkem böigen Wind, starkem Niederschlag in Form von Regen und Schneeregen mit stark abnehmender Bewölkung. Es herrschten Vereisungsbedingungen.

## Flugverlauf
Nachdem mit der Maschine an diesem Tag bereits ein anderer Hin- und Rückflug durchgeführt worden war und sie um 11:20 Uhr am Flughafen Samarqand eingetroffen war, starteten die Piloten um 12:14 Uhr zur Durchführung der Flüge 329 und 330. Auf dem Hinflug wurde um 12:55 Uhr eine erste Zwischenlandung auf dem Sowchos Kommunism durchgeführt. Drei Minuten später folgte der Start zum Weiterflug, um 13:08 Uhr folgte eine weitere Zwischenlandung auf dem Sowchos Kisiltscha. Um 13:13 Uhr startete die Maschine erneut und traf um 13:29 Uhr in Nurata ein. Der Rückflug mit der Flugnummer 330 begann 19 Minuten später. Auf diesem sollte lediglich auf dem Sowchos Kommunism zwischengelandet werden. Vor dem Abflug erhielt der Kapitän von der Flugsicherung die Anweisung, aufgrund von schwierigen Wetterverhältnissen entlang der Flugstrecke eine Ausweichroute über Konimex zu fliegen. Der Flugkapitän äußerte sich unzufrieden mit dieser Anweisung, da er noch Kinder zu Hause zu versorgen hatte (seine Frau befand sich im Krankenhaus), und er hoffte, den Flug so schnell wie möglich abschließen zu können. Nach dem Start um 13:48 Uhr vom Flughafen Nurata erkundigte sich der Kapitän beim Fluginformationsdienst nach dem Grund für die Streckenänderung, woraufhin er vom Flugdirektor die Antwort erhielt, die Entscheidung sei aufgrund schwieriger Wetterverhältnisse entlang der Hauptstrecke getroffen worden. Die Zwischenlandung auf dem Sowchos Kommunism erfolgte um 14:17 Uhr; dort gingen vier Passagiere von Bord, während fünf andere zustiegen. Um 14:20 Uhr startete die Besatzung mit neun Passagieren an Bord in Richtung Samarqand.
Die Besatzung erhielt keine Wettervorhersage für die zu fliegende Umleitung. Der Flug vom Sowchos Kommunism nach Nurata fand unter günstigen Wetterbedingungen in einer Höhe von 1500 Metern statt. Um 14:48 Uhr meldete die Besatzung der Flugsicherung in Samarqand ihre Flughöhe und gab als geschätzte Ankunftszeit 15:03 Uhr an. Dies war der letzte ausgehende Funkspruch. Als die Besatzung den Flug fortsetzte, traf sie auf Wetterverhältnisse unterhalb der festgelegten Wetterminima, welche von tief hängenden Wolken und Starkregen geprägt waren. Der Flugkapitän traf keine Entscheidung zur Umkehr, wodurch die Maschine immer tiefer in eine Front mit außerordentlich schwierigen Wetterbedingungen geriet. Der Flugkapitän wich nach Osten von der Flugroute ab und erhoffte sich davon das Erreichen einer Zone mit günstigeren Wetterverhältnissen. Er flog dabei entlang des Nuratau-Gebirges. Er drehte die Maschine anschließend nach links in östliche Richtung und folgte bei Niederschlägen und mit eingeschränkter Sicht der Länge nach dem Bergkamm, dessen maximale Höhe 1100 Meter betrug. Bedingt durch Fallwinde aus südwestlicher Richtung verlor die Maschine an Höhe. Um 15:07 Uhr Ortszeit kam es zur Kollision mit einem Berghang in 12 Kilometern Entfernung von der vorgesehenen Flugroute in einer absoluten Höhe von 930 Metern, 3,4 Kilometer vom Dorf Schamurat entfernt. Der Rumpf brach entlang des 18. Spants vollständig zusammen, alle an Bord anwesenden Personen wurden getötet.

## Ursache
Es wurde festgestellt, dass das Flugmanagement des Verkehrsdienstes am Flughafen Samarqand unbefriedigend gewesen war. Der Flugkapitän steuerte die Maschine entlang der zu fliegenden Umleitung, ohne das tatsächliche Wetter zu kennen. Die Wetterauskünfte beschränkten sich auf verbale, unpräzise Angaben. Der Mitarbeiter des Wetterinformationsdienstes teilte ihm nur telefonisch mit, dass das Wetter auf der Umleitung „besser“ sei als auf der Hauptstrecke. Bei dieser vagen Angabe handelte es sich um eine Fehlinformation. Der Flugkapitän forderte keine präzisere Wettervorhersage für die zu fliegende Umleitung an, obwohl er wusste, dass sich entlang dieser Flugstrecke eine Kaltfront näherte. Auch der diensthabende Fluglotse habe keinen präziseren Wetterbericht angefordert, auch nicht, nachdem er um 14:37 Uhr eine Gewitterwarnung erhalten hatte und ihm mitgeteilt worden war, dass die Umgebung des Nurata-Gebirges für den Luftverkehr gesperrt werden sollte.
Als Hauptursachen für den Unfall wurden der Flug mit der Maschine unter ungünstigen Wetterbedingungen und das Versäumnis der Besatzung, bei diesen Wetterbedingungen eine Entscheidung zur Rückkehr zu treffen, ermittelt. Als beitragender Faktor wurde das unbefriedigende Management und die unbefriedigende meteorologische Unterstützung entlang der Umleitungsstrecke Nurata – Konimex – Samarqand angegeben.